# Neutropénie par mutation du gène ELA2
La neutropénie par mutation du gène ELANE comprend la neutropénie congénitale sévère et la neutropénie cyclique. 
Ces deux maladies sont de nature hématologiques caractérisées par de la fièvre récurrente, des infections de la peau et de la cavité buccale et des adénopathies cervicales.
Dans la neutropénie congénitale, 
- diarrhée, pneumonie et abcès profond du foie, du poumon et sous cutané sont habituels dans les premières années de vie ;
- il existe un risque associé de leucémie aiguë myéloblastique ou de syndrome myélodysplasique.

La neutropénie cyclique est habituellement diagnostiquée dans les premières années de vie par :
- l'existence d'accès fébrile et d'ulcérations orales se succédant par période de trois semaines ;
- une cellulite périanale est habituelle durant les phases de neutropénie. Entre les épisodes, l'enfant ne se plaint de rien et est en bonne santé.

## Pronostic
La maladie s'améliore à l'âge adulte. 
Il n'y a pas dans cette maladie de risque augmenté de leucémie mais le risque de développer une leucémie aiguë myéloblastique ou un  syndrome myélodysplasique est d'environ 15 %.

## Traitement
Des facteurs de croissance hématopoïétiques normalisent le taux de leucocyte et font disparaître la plupart des complications.